# ジョージ・ハーバート (第2代ポウィス伯爵)

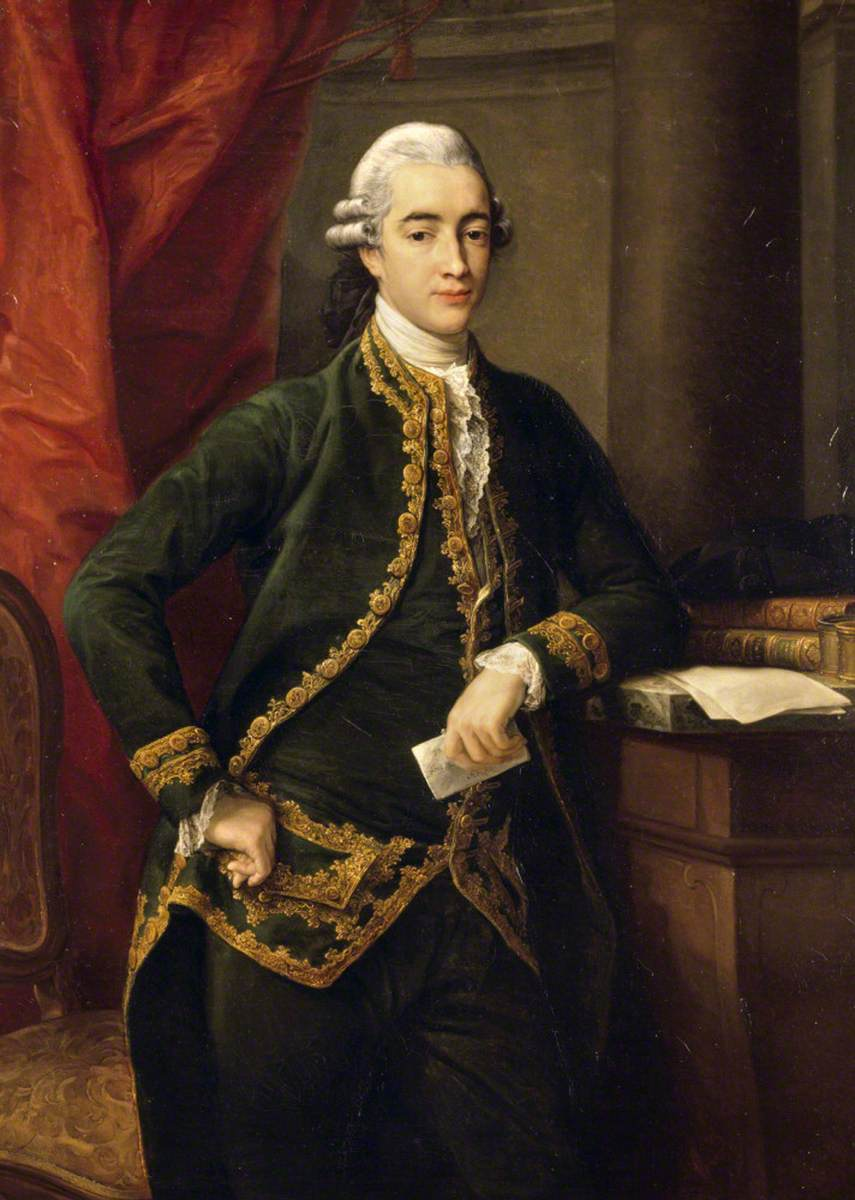
ポンペオ・バトーニによる肖像画、1776年。

第2代ポウィス伯爵ジョージ・エドワード・ヘンリー・アーサー・ハーバート（英語: George Edward Henry Arthur Herbert, 2nd Earl of Powis、1755年7月7日 – 1801年1月16日）は、グレートブリテン貴族。1772年までラッドロー子爵の儀礼称号を使用した。

## 生涯
初代ポウィス伯爵ヘンリー・ハーバートと妻バーバラ（旧姓ハーバート、1735年6月21日 – 1786年ごろ、エドワード・ハーバート卿の娘）の息子として、1755年7月7日にフィンチリーで生まれ、8日に同地で洗礼を受けた。1768年から1772年までイートン・カレッジで教育を受け、1772年9月10日に父が死去すると、ポウィス伯爵位を継承した。1773年2月18日にケンブリッジ大学セント・ジョンズ・カレッジに入学、1775年にM.A.の学位を修得した。
1776年11月5日にモンゴメリーシャー統監に、1798年3月31日にシュロップシャー統監に任命され、いずれも1801年に死去するまで務めた。1778年4月にモンゴメリーシャー民兵隊隊長に任命され、1798年4月にシュロップシャー民兵隊隊長に転じた。
1801年1月16日に生涯未婚のままアルベマール・ストリートで死去、爵位はすべて廃絶した。遺産は妹ヘンリエッタ・アントニアが継承した。